# ‘Kyah Wiget
Kya Wiget (‘Kyah Wiget, Moricetown), jedna od suvremenih bandi Hwotsotenne ili Wet'suwet'en Indijanaca, šire skupine Babine, naseljeni danas na sedam rezervata (reserves) Babine 17, Babine 18, Bulkley River 19, Coryatsaqua (Moricetown) 2, Jean Baptiste 28 i Moricetown 1.
Poulacija im je 2006. iznosila 1.787.

## Mit o porijeklu
Prema legendi naroda iz Moricetowna oni su u stara vremena živjeli na rijeci Bulkley, u selu zvanom Diztlegh, što znači “Dead trees all pointing in one direction”, a nalazilo se na mestu koje se danas zove Mosquito Flats. To je bilo veliko selo u kojem su zajedno živjela plemena Carrier, Gitksan i Sekani. Ljudi iz sela sagradili su preko rijeke veliku branu preko rijeke kako bi mogli hvatati losose koji su se odlazili mrijestiti. kamenim sjekirama posjekli su stabla i dovukli trupce do ruba vode pomoću užadi od cedrove kore i losovih i karibuovih koža. Od kamenja i trupaca načinili branu u čijim su rupama postavili svoje zamke za ribu. 
Dok su tako jednog ljetnog dana bili okupljeni na brani i čekali ribu došle su dvije vjeverice i neustrašivo počele ispitivat strukturu iznad i ispod. Ljudi su se prepali da će im posjet vjeverica donesti nesreću; da će svi umrijeti od ruke nebeskog boga Udakke. Narod iz Diztlegha se raspršio na sve strane. Gitksani su pobjegli na rijeku Skeena, gdje žive i danas. Carrieri su otišli na jezero Babine i druga mjesta, a sekani na sjever.

## Nekadašnji život
Seoba iz Diztlegha desila po priči Indijanaca prije jako mnogo generacija, bijelih ljudi tada svakako ovdje nije bilo. Rijhjeku su nazivali Wet’sinkwha, dok su sami sebe zvali Wet’suwet’en. Njihovo glavno selo ‘Kyah Wiget nalazilo se u ranim danima na mjestu najpogodnijem za ribolov na losose. Bio je izgrađen na obje obale rijeke i povezan dobro izgrađenim i čvrstim mostom. Na mjestu ‘Kyah Wigeta (starog grada) nalazi se danas Moricetown. U rukama držali sucijeli bazen Bulkley Rivera, i zapadnu polovicu jezera Francois Lake.

### Ljeto i potlač
U ljetnim mjesecima je dolazak lososa najavljivao okupljanje ljudi na ustavi u ‘Kyah Wigetu, i nakon obilnog ribolova pomoću zamki i košara, pripremanje svečanosti potlača. Poptlači su se pripremali u velikim kućama, kojih je bilo 12 do 13 poredanih uz obalu rijeke.Svaka kućapripadala je jednoj proširenoj obitelji.
Poput Gitksana i oni su bili organizirani u klanove. Svaki se klan sastojao od dvije ili tri proširene obitelji. obitelj je osnovna jedinica života. Klan kontrolira politička i socijalna pitanja svojih članova, i regulira brak, jer nitko nije mogao oženiti ženu iz svoga klana. On djeluje kao jedinica u suradnji s drugim klanovima; štiti svoje članove i odgovara za njihova nedjela. Klan posjeduje svoj teritorij i ima kontrolu nad lovačkim područjem, ribarskim mjestima i terenima za branja bobičastog voća. Poglavica klana zove se Dinee Za’, i oni su vođe naroda. Donose sve važne odluke i pod njim se nalaze plemići (uglavnom njegovi rođaci), običan puk i robovi.
Ljeti svaka obitelj živi zajedno u dugoj kući, a ako je moguće i u kući za svečanost gdje se održavaju potlači. Siromašnija obitelj izgradit će si barem u blizini manju nastambu. Potlač se održava u ljetnim mjeseci zbog obilja riba. Svaka obitelj u kanjonu Bulkleya ima svoje mjesto gdje može loviti ribu, i svaka ima barem kolibu za ceremoniju. Svaki klan posjeduje svoja vlastita imena i svako ime ima svoj grb. Stjecanje imena dijelom ovisi i o sposobnosti davanja potlača. To je veliko posao u koji treba uložiti mnogo napora, pa ga stjeću najuspješniji i namjmarljiviji.
Grb imena je uglavnom neka životinja, poput žabe, karibua, medvjeda ili dabra. Ovi grbovi urezuju se i ofarbaju na totemskim stupovima ili na prednjoj strani kuće za svečanost. Nose se i na ogrtačima za ples i tetoviraju na prsima muškaraca i ručnim zapeščima žena.
Ime i grb se obično uzima od osobe za koju se potlač održava. Ako bi netko htio postati poglavica, morao bi dati seriju od šest potlača raspoređenih unutar nekoliko godina. U vrijeme potlača pjeva se, pleše i pričaju priče. Svaki klan i svako ime ima točno određeno mjesto na kojem sjedi. Možda je najvažniji potlač onaj za dobivanje čina poglavice, a tu je i ulazak u društvo odraslih, i drugi, a ponekad se prave tek zbog zabave, kako bi se potrošio višak hrane, koju je davaoc potlača dužan obezbjediti za svakog uzvanika.
Kod naroda iz ‘Kyah Wigeta, dolazili su gosti iz raznih krajeva, osim Babina i pleme Gitksan s rijeke Skeene, narod iz Gitanmaaxa i Kitsegukle. Hwotsotenne su Gitksanima odlazili na potlač, također.

### Život zimi
Prije dolaska snijega Hwotsotenne iz Moricetowna odlaze na svoja lovišta. Okupile bi se ponekad po dvije obitelji zajedno koje bi tumarale klanskim lovištem u potrazi za plijenom. Kraj gdje se danas nalazi Moricetown zvao se Ta’Begh ili “Trail beside the water”  i pripadao je obitelji “House on top of a flat rock”, koji pripadaju klanu Laksilyu.
U rano proljeće obitelji bi se okupile na jezerima i rijekama i lovile ribu kroz led, a nakon što bi se led otopio, ponovno bi se raspršili u manje skupine i išli u lov dok bi došla sezona dolaska lososa u ‘Kyah Wiget.
Pleme iz s bulkley Rivera iz Kyah Wigeta ostalo je do danas u dobrim odnosima s Gitksanima, od kojih (po njihovvim riječima) polovica zna govoriti jezikom Hwotsotenna.

## Vanjske poveznice
- A History of the Wet’suwet’en Of Moricetown, B.C  Arhivirana inačica izvorne stranice od 21. rujna 2010. (Wayback Machine)